# روبن شميت
روبن شميت (بالهولندية: Robin Schmidt)‏ هو لاعب كرة قدم هولندي، ولد في 23 مارس 1965. لعب مع تفينتي أنشخيدة وسبارتا روتردام ونادي دوردريخت.